# Notolycodes schmidti
Notolycodes schmidti és una espècie de peix de la família dels zoàrcids i de l'ordre dels perciformes.

## Morfologia
- Els mascles poden assolir 38,6 cm de longitud total.[3][4]

## Hàbitat
És un peix marí i d'aigües profundes que viu entre 400-800 m de fondària.

## Distribució geogràfica
Es troba al Brasil i l'Argentina.

## Observacions
És inofensiu per als humans.